# Охранник для дочери
«Охранник для дочери» (оригинальное название Сара, пол. Sara) — кинофильм 1997 года режиссёра Мацея Шлесицкого.
Фильм снимался в Варшаве, Анине и Констанцине. Съёмки завершились в октябре 1996 года.

## Сюжет
Главный герой кинокартины, офицер спецназа Леон (Богуслав Линда) возвращается домой после очередного задания в Югославии. Одна из его малолетних дочерей достаёт из багажа пистолет и случайно убивает любимого пуделя жены, чуть не убив сестру. После ухода жены Леон впадает в запой.
Адвокат, знакомый с послужной деятельностью Леона, приглашает его на собеседование к местному криминальному главарю Юзефу (Марек Перепечко), который подыскивает охранника-водителя для своей 16-летней дочери Сары (Агнешка Влодарчик). Во время собеседования происходит покушение на Юзефа, Леон спасает ему жизнь. Юзеф решает взять Леона на работу, перед этим врач Юзефа вшивает Леону под кожу ампулу с ядом, который убьёт его, если он употребит алкоголь.
Девушка сначала оказывается не в восторге от своего нового телохранителя, но когда во время покушения на неё он без промедления заслоняет её своим телом, Сара влюбляется в годящегося ей в отцы Леона. Поначалу Леон тяготится настойчивостью и недетской серьёзностью намерений влюблённой Сары, но в конце концов искренние и нежные чувства девушки  покоряют его сердце. Леон и Сара становятся любовниками. Вскоре Сара понимает, что она беременна. Неосторожная девушка фотографируется вместе с Леоном полностью обнажённой, фотографии попадают к другому криминальному воротиле — конкуренту Юзефа, а тот передаёт их самому Юзефу. Люди Юзефа нападают на Леона, при нападении погибает его отец. Леон с боем врывается в особняк Юзефа и уходит вместе с Сарой, прихватившей сумку, набитую купюрами.
По дороге влюблённые разговаривают о том, как устроят свою жизнь в Африке. Подъехавшие на машине коррумпированные полицейские, служившие Юзефу, обстреливают их, Сара закрывает Леона собой. Леон, в свою очередь, расстреливает полицейских и, держа умирающую Сару, молит её вернуться, клянясь ей в искренней любви. Девушка, на которой, как оказалось, был надет бронежилет, «приходит в себя» и ловит его на слове.

## В ролях
- Богуслав Линда — Леон
- Агнешка Влодарчик — Сара
- Марек Перепечко — Юзеф, отец Сары
- Цезари Пазура — Цезари, охранник
- Станислав Брудны — отец Леона
- Дорота Мацеевская — мать Сары
- Кшиштоф Кершновский — комиссар
- Славомир Сулей — Ясь, человек Юзефа
- Джек Рекниц — человек Юзефа
- Дариуш Гнатовский — человек Юзефа
- Тереса Липовская — продавщица

## Награды и номинации
- 1997 — Премия кинофестиваля в Гдыне (Мацей Шлесицкий).
- 1999 — Приз за лучший дебют на фестивале «Стожары» (Агнешка Влодарчик)